# فرانز فوكس (قاتل متسلسل)
فرانز فوكس (بالألمانية: Franz Fuchs)‏ هو قاتل متسلسل نمساوي، ولد في 12 ديسمبر 1949 في Gralla (municipality) ‏ في النمسا، وتوفي في 26 فبراير 2000 في غراتس في النمسا بسبب شنق.